# Ladybird girl
「Ladybird girl」（レディーバード ガール）は、日本のバンドthe pillowsの25枚目のシングルである。2007年8月15日発売。発売元はavex trax。

## 概要
- 初回限定盤はCDエクストラ仕様。「Ladybird Girl」のPVを収録。
- PV監督は今井"LuCY"淳也。

## 収録曲
1. Ladybird girl(3:55)
作詞：・作曲：SAWAO YAMANAKA、編曲：the pillows
2. And Hello!(3:08)
作詞：・作曲：SAWAO YAMANAKA、編曲：the pillows

## 収録アルバム
- オリジナル『PIED PIPER』（2008年6月25日）
- ベスト『Rock stock&too smoking the pillows』（2009年6月3日）